# شاطئ بوندي
شاطئ بوندي يقع في مدينة سيدني، نيوساوث ويلز، أستراليا على بعد 7 كم (4 ميل) شرق منطقة الأعمال المركزية في سيدني، في منطقة الحكومة المحلية لمجلس ويفرلي، عند الضواحي الشرقية للمدينة.
يعتبر شاطئ بوندي أحد أكثر المواقع السياحية جذباً للسياح في أستراليا، يقع في منطقة بوندي، وتتكون المنطقة من بوندي بيتش، وشمال بوندي، وتقاطع بوندي، والضواحي المجاورة.

## تاريخ

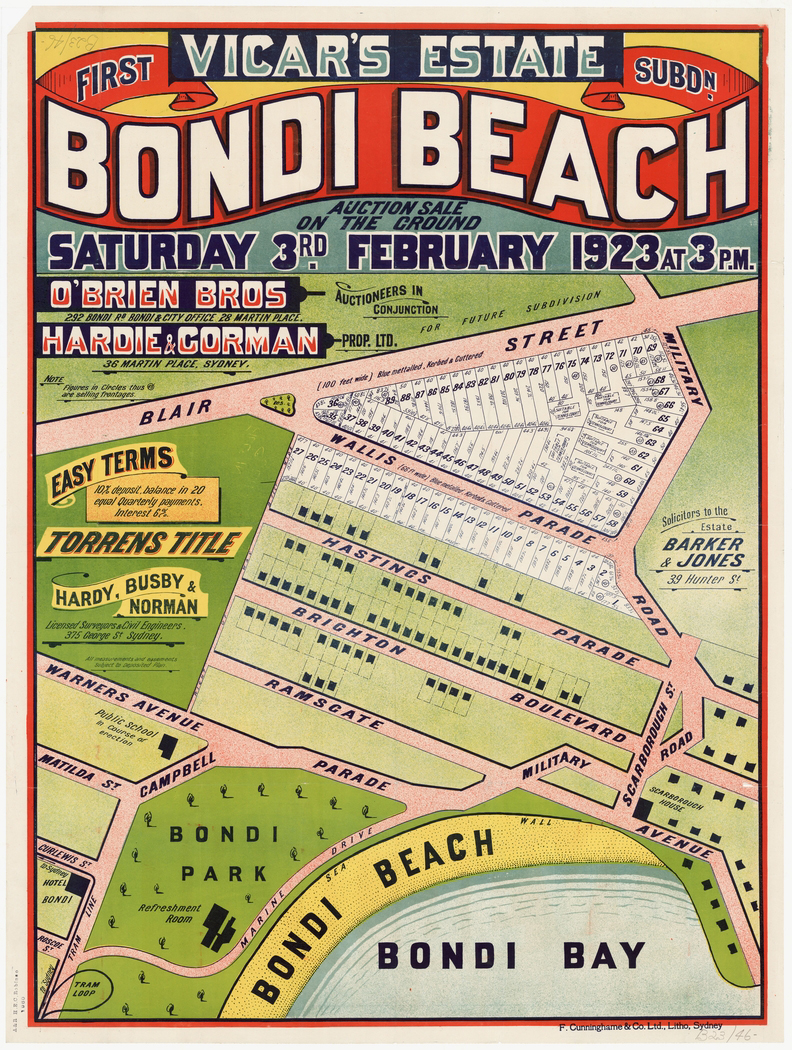
شاطئ بوندي، مزاد عقارات النائب، 1923، خطة التقسيم

"Bondi" في الأصل "Boondi" هي كلمة من السكان الأصليين لها نفس معنى كلمة "surf" باللغة الإنجليزية. تم تسجيل أول تسجيل لكلمة "بوندي" من قبل الأستراليين من أصل أوروبي بين عامي 1899 و 1903م. ويصف المعنى بأنه "الضجيج الناتج عن أمواج البحر المتكسرة على الشاطئ"،وهو في الأساس تعريف كلمة "surf" في اللغة الإنجليزية الأمريكية المعاصرة.
يسجل المتحف الأسترالي أن بوندي تعني المكان الذي دار فيه القتال باستخدام عصي بوندي (نولا نولاس أو عصي القتال).
في عام 1809م، حصل منشئ الطرق ويليام روبرتس على منحة أرض في المنطقة.في عام 1851م، اشترى إدوارد سميث هول وفرانسيس أوبراين 200 فدان (0.8 كيلومتر مربع) من منطقة بوندي التي شملت معظم واجهة الشاطئ، والتي كانت تسمى "عقار بوندي". كان هول والد زوجة أوبراين. بين عامي 1855 و 1877م، اشترى أوبراين حصة والد زوجته من الأرض، وأعاد تسمية الأرض إلى "عقار أوبراين"، وجعل الشاطئ والأرض المحيطة متاحة للجمهور كمنطقة للنزهة ومنتجع ترفيهي. ومع تزايد شعبية الشاطئ، هدد أوبراين بمنع الوصول إلى الشاطئ العام. إلا أن المجلس البلدي رأى أن الحكومة بحاجة إلى التدخل لجعل الشاطئ محمية عامة. في منتصف عام 1882م، أصبح شاطئ بوندي شاطئًا عامًا.تم إنشاء أول خط ترام إلى الشاطئ في عام 1884م. وكان مجلس ويفرلي مسؤولاً عن بناء أول مظلات للاستحمام لركوب الأمواج على الشاطئ في عام 1903م. وبحلول عام 1929م، كان ما يقدر بـ 60 ألف شخص يزورون الشاطئ في أحد أيام عطلة نهاية الأسبوع الصيفية. اجتذب افتتاح الجناح في نفس العام حشدًا كبيرًا بلغ 200000 شخص.

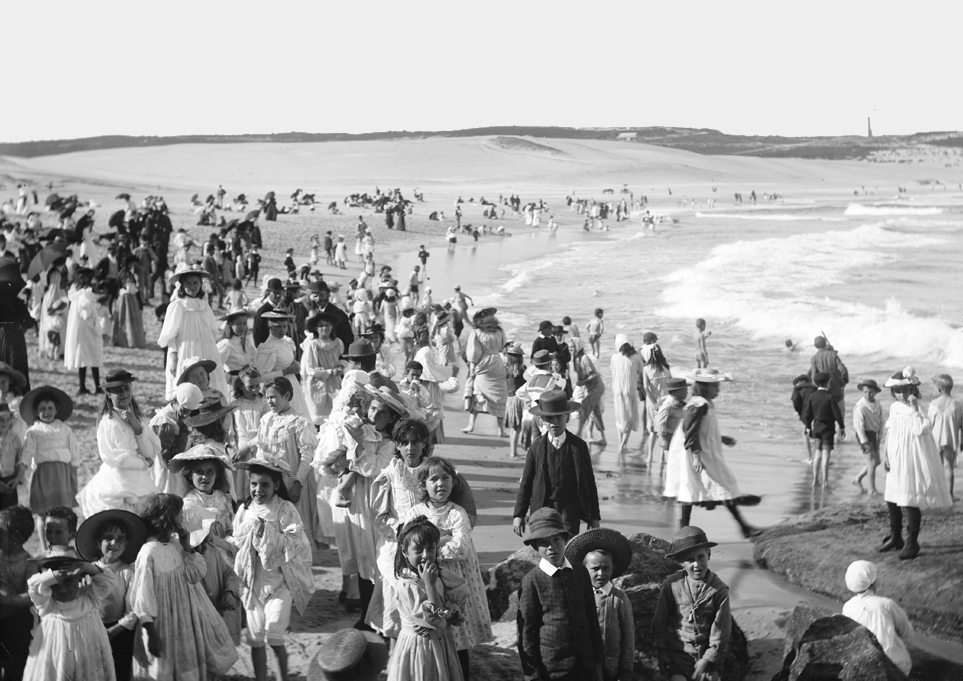
"خليج بوندي" - صورة من حوالي عام 1900 من متحف باورهاوس

كان شاطئ بوندي إحدى ضواحي الطبقة العاملة طوال معظم القرن العشرين حيث كان المهاجرون من نيوزيلندا يشكلون غالبية السكان المحليين. بعد الحرب العالمية الثانية، أصبح شاطئ بوندي والضواحي الشرقية موطنًا للمهاجرين اليهود من بولندا وروسيا والمجر وتشيكوسلوفاكيا وألمانيا. استمر تدفق الهجرة اليهودية إلى القرن الحادي والعشرين ويوجد في المنطقة عدد من المعابد اليهودية وجزار كوشير. الهجرة المتعددة الثقافات مولت ودفعت نمو الضاحية طوال التسعينيات حتى مطلع القرن،نقلها بشكل مطرد من جذور الطبقة العاملة نحو جيب الطبقة العليا / المتوسطةعلى غرار جيرانها في روز باي وبلفيو هيل والتي تم إدراجها كأغلى رمز بريدي في البلاد من عام 2003م إلى عام 2005م.
كان شاطئ بوندي لفترة طويلة مركزًا لجهود مكافحة الفاحشة في ملابس الشاطئ. كان الشاطئ نقطة محورية في احتجاجات سيدني لأزياء الاستحمام عام 1907م، والتي تم تنظيمها لمعارضة معايير اللباس المقترحة لرواد الشاطئ. قانون الحكم المحلي، الأمر رقم 52 (1935)حكمت آداب ملابس السباحة ودخلت حيز التنفيذ بين عامي 1935م و1961م، وأثارت جدلاً عامًا حيث أصبح "البكيني" المكون من قطعتين شائعًا بعد الحرب العالمية الثانية. كان مفتشو الشاطئ التابعون لمجلس ويفرلي، بما في ذلك Aub Laidlaw، مسؤولين عن تطبيق القانون وكانوا مطالبين بقياس أبعاد ملابس السباحة وإصدار أوامر لمخالفي الآداب العامة خارج الشاطئ. أثناء إجازتها في أستراليا خلال عام 1951م، تصدرت الممثلة السينمائية الأمريكية جين باركر عناوين الصحف العالمية عندما تم اصطحابها إلى خارج الشاطئ بعد أن قررت ليدلو أن بيكينيها كان ضيقًا للغاية.

## قوائم التراث
يضم شاطئ بوندي عددًا من المواقع التراثية المدرجة، بما في ذلك:
- 20 شارع هول: مكتب بريد شاطئ بوندي[18]
- طريق الملكة إليزابيث: المشهد الثقافي لشاطئ بوندي[19]

تمت إضافة شاطئ بوندي إلى قائمة التراث الوطني الأسترالي في عام 2008.

## نظرة عامة

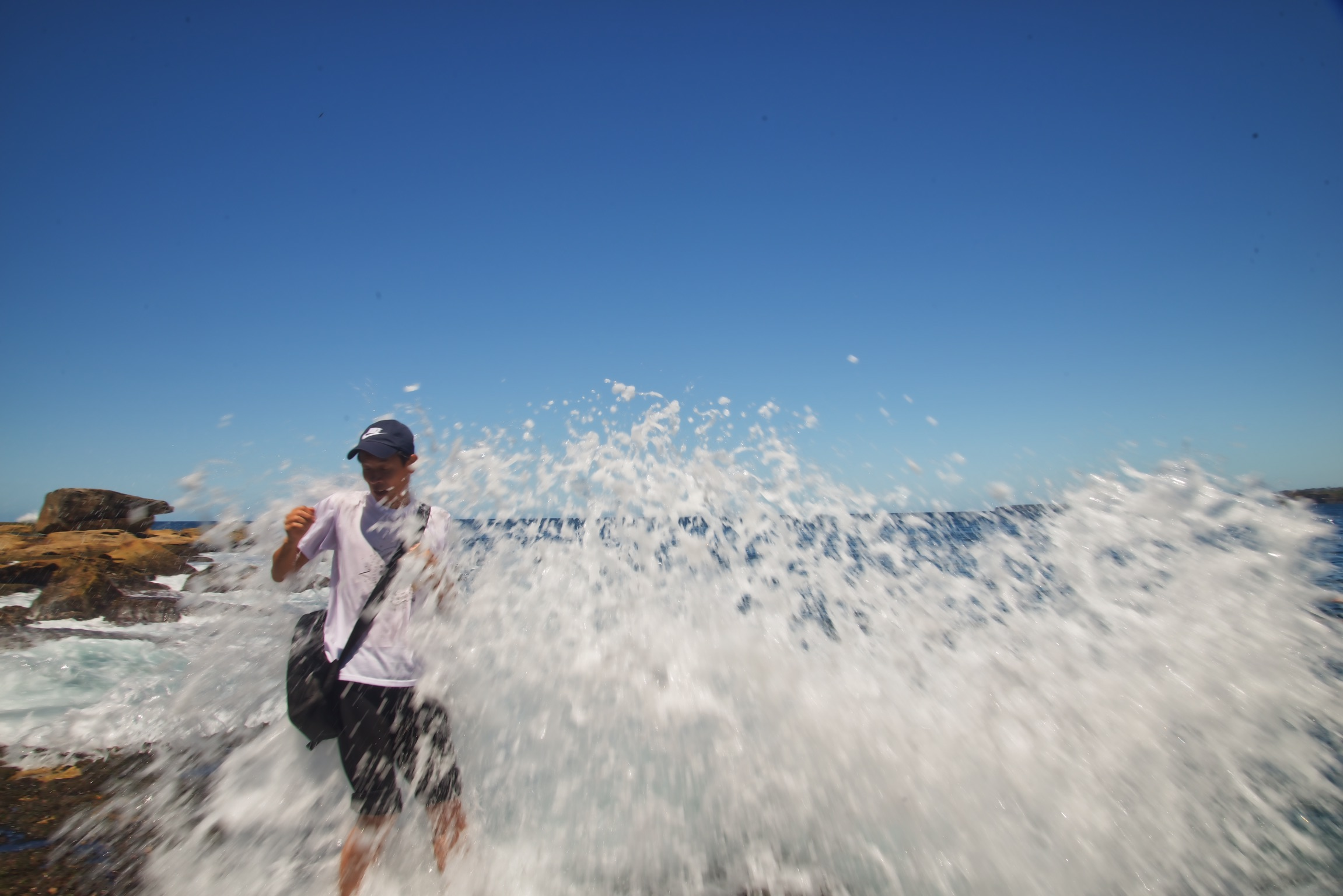
تيار متدفق يتدفق على الأشخاص الواقفين على الشاطئ الصخري في الطرف الشمالي لشاطئ بوندي (2019)

يبلغ طول شاطئ بوندي حوالي كيلومتر واحد (0.6 ميل) ويستقبل العديد من الزوار على مدار العام. أعطت منظمة إنقاذ حياة الأمواج في أستراليا تصنيفات مختلفة للمخاطر لمناطق شاطئ بوندي في عام 2004. في حين تم تصنيف الطرف الشمالي على أنه لطيف 4 (مع 10 باعتباره الأكثر خطورة)، تم تصنيف الجانب الجنوبي على أنه 7 بسبب تيار التمزق الشهير المعروف باسم "تمزق الرحالة" بسبب قربه من محطة الحافلات، وحقيقة أن العديد من الرحالة والسياح لا يدركون أن المياه المسطحة والناعمة هي شق، وخطيرة للغاية، وعدم رغبة السياح في المشي على طول الشاطئ لسباحة أكثر أمانًا. الطرف الجنوبي من الشاطئ مخصص بشكل عام لركوب الأمواج. تحدد الأعلام الصفراء والحمراء مناطق السباحة الآمنة، وينصح الزوار بالسباحة بينها.
هناك شبكة لأسماك القرش تحت الماء. ومع ذلك، فهو لا يمتد على الشاطئ بأكمله، فهو يتكون من أقسام متداخلة. العديد من الشواطئ الأخرى على نفس امتداد الساحل بها شبكات أسماك قرش مماثلة. شوهدت مجموعات من الحيتان والدلافين في الخليج خلال أشهر الهجرة (مارس-مايو، سبتمبر-نوفمبر). أحيانًا تُرى طيور البطريق الخيالية، على الرغم من أنها غير شائعة، وهي تسبح بالقرب من الشاطئ أو بين راكبي الأمواج في الصف الجنوبي.

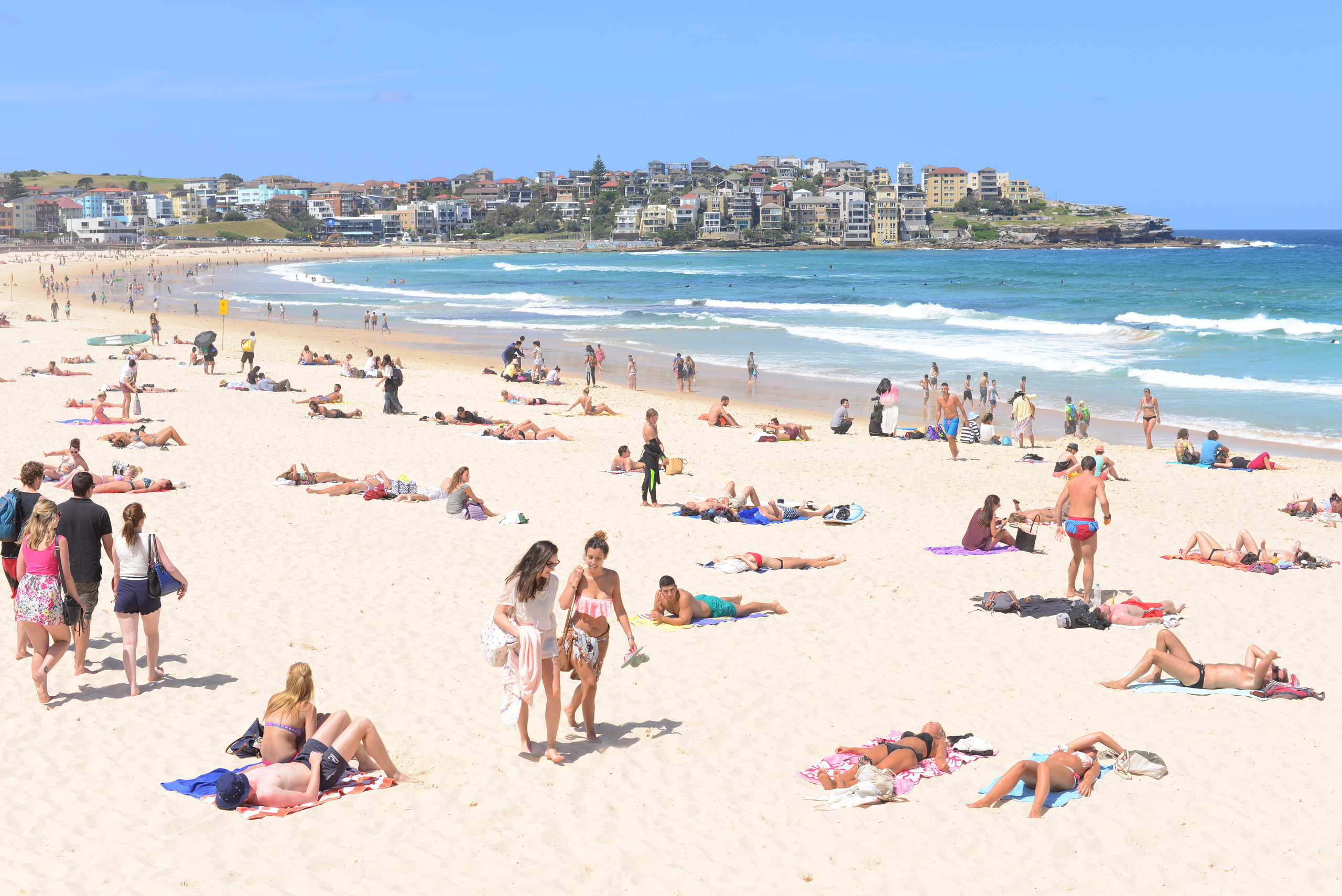
النشاط على شاطئ بوندي في أواخر الربيع وأوائل صيف عام 2014

في عام 2007، تم تسجيل الرقم القياسي العالمي في موسوعة غينيس لأكبر جلسة تصوير بملابس السباحة على شاطئ بوندي، حيث شاركت فيها 1010 امرأة ترتدي البيكيني.
في عام 2011، قام مجلس ويفرلي بتطبيق خدمة الواي فاي لمستخدمي شاطئ بوندي. الخدمة مجانية مع حدود لفترات الوصول والتنزيلات لكل استخدام. قدرت تكلفة الإعداد بما يتراوح بين 34000 دولار و 50000 دولار بتكاليف سنوية قدرها 25000 دولار. دعمت الشركات المحلية وكذلك غرفة بوندي التجارية هذه الفكرة حيث تمكن السكان المحليون والزوار من التواصل مع الأعمال التجارية المحلية والأحداث وغيرها من أحداث المجتمع والمجلس.في عام 2012، قالت عمدة ويفرلي سالي بيتس إنه بالنسبة إلى 2 مليون زائر سنويًا، توفر شبكة الواي فاي إمكانية الوصول إلى الأحداث المحلية والمعلومات التجارية.

## الرياضة والترفيه
يتم تمثيل شاطئ بوندي في واحدة من المسابقات الرياضية الأكثر شعبية في جميع أنحاء أستراليا، وهي مسابقة دوري الرجبي الوطني، من قبل الفريق المحلي سيدني روسترز، رسميًا نادي دوري الرجبي الشرقي لكرة القدم (ESDRLFC).

كتابة شاطئ بوندي على الجدران

يعد شاطئ بوندي نقطة النهاية لسباق City to Surf Fun Run الذي يقام كل عام في شهر أغسطس. يجذب السباق أكثر من 63000 مشارك يكملون مسافة 14 كم (9 ميل) من منطقة الأعمال المركزية في سيدني إلى شاطئ بوندي. تشمل الأنشطة السنوية الأخرى في شاطئ بوندي فليكرفيست، مهرجان أستراليا الدولي الأول للأفلام القصيرة في يناير، ويوم البيئة العالميفي يونيو، النحت على البحر في نوفمبر، ومهرجان السحر الشتوي الذي استقطب 60 ألف زائر في عام 2016.بالإضافة إلى العديد من الأنشطة، تفتح أسواق شاطئ بوندي أبوابها كل يوم أحد، وسوق المواد الغذائية كل يوم سبت في مدرسة شاطئ بوندي العامة. يقضي العديد من السياح الأيرلنديين والبريطانيين يوم عيد الميلاد على الشاطئ.
يربط أوشنواي بوندي بـ ساوث هيد في الشمال والشواطئ الأخرى في الجنوب حتى كوجي.
استضاف شاطئ بوندي مسابقة الكرة الطائرة الشاطئية في دورة الألعاب الأولمبية الصيفية لعام 2000.تم إنشاء ملعب مؤقت يتسع لـ 10000 مقعد، وملعب أصغر بكثير، وملعبين للإحماء، و3 ملاعب للتدريب لاستضافة البطولة.

### أندية إنقاذ الحياة
يدعي نادي إنقاذ الحياة في بوندي سيرف باثرز أنه أول نادي لإنقاذ الحياة في ركوب الأمواج في العالم،ونادي شمال بوندي لركوب الأمواج لإنقاذ الحياة هو نادي اتحادي. تم تأسيس كلا الناديين في عام 1907. اخترع أعضاء بوندي بكرة ركوب الأمواج والعديد من الرموز الأخرى المنقذة للحياة. شارك منقذو الأمواج من كلا الناديين في أكبر عملية إنقاذ على الإطلاق في يوم واحد، تُعرف باسم "الأحد الأسود". يحمل بوندي أكبر عدد من الميداليات الذهبية في بطولة إنقاذ الحياة الأسترالية لركوب الأمواج في مجال البحث والتطوير (الإنقاذ والإنعاش) ويحمل شمال بوندي أكبر عدد من الميداليات الذهبية في مارس الماضي.

### بوندي آيسبيرجس

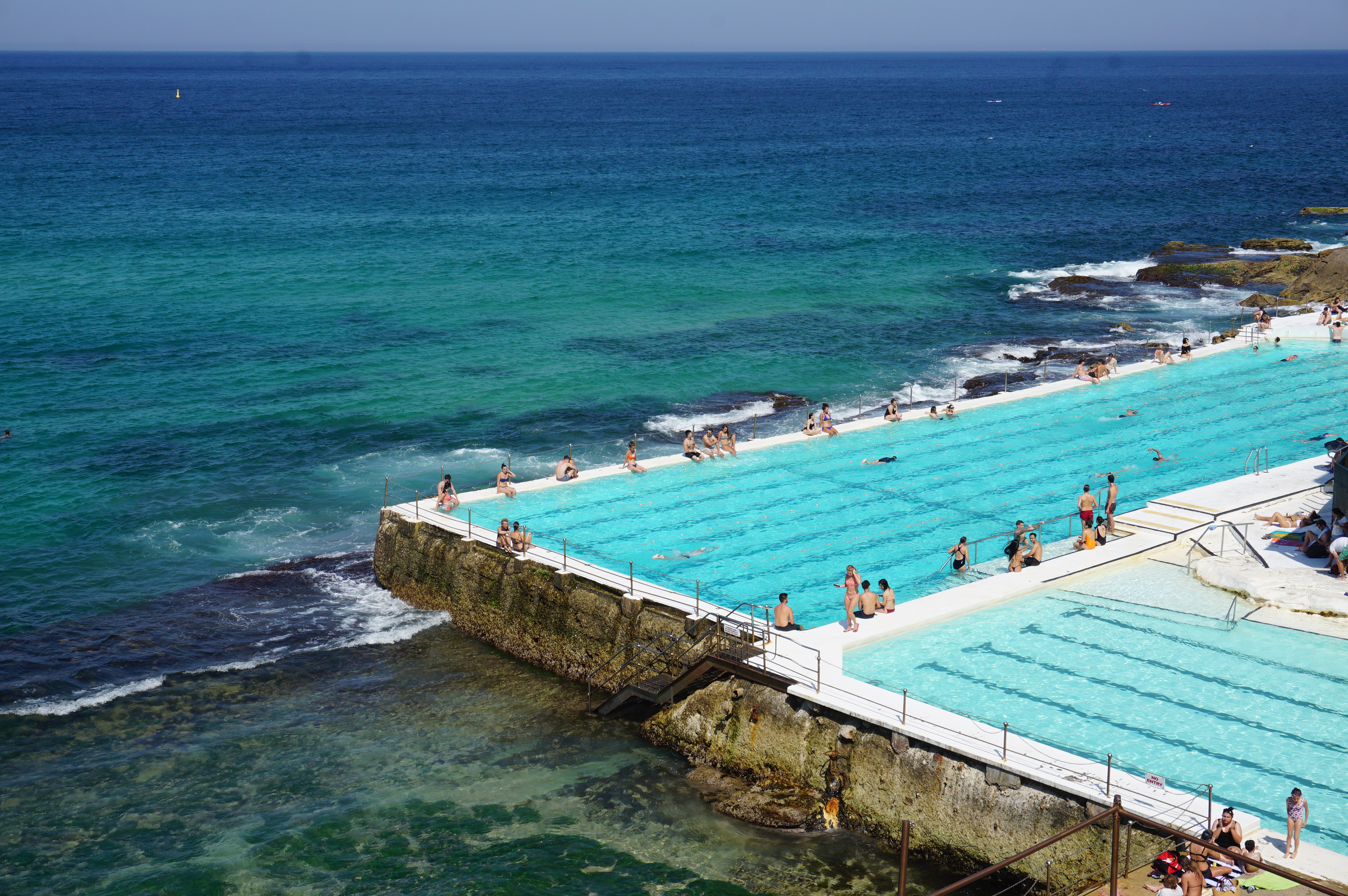
نادي بوندي آيسبيرجس للسباحة

يعود تاريخ إنشاء نادي بوندي آيسبيرجس للسباحة إلى عام 1929، ويعود الفضل في نشأته إلى رغبة مجموعة من المنقذين المحليين المتفانين الذين يرغبون في الحفاظ على لياقتهم البدنية خلال أشهر الشتاء. قاموا بتشكيل نادي بوندي آيسبيرجس الشتوي للسباحة ووضعوا دستورًا ومسؤولين منتخبين. يتضمن الدستور قاعدة تنص على أنه للحفاظ على العضوية، كان من الضروري أن يتنافس السباحون في ثلاثة أيام آحاد من أصل أربعة لمدة خمس سنوات.

### متنزه بوندي للتزلج
افتتح منتزه بوندي للتزلج للجمهور في عام 1991 بمنحدرين فقط للتزلج. في عام 2004، سعى المجلس للتشاور مع مجتمع التزلج للحصول على مدخلات حول أفضل السبل لترقية الموقع.وكانت النتيجة النهائية هي بناء وعاء بعمق 12 قدمًا (3.7 مترًا) ونهاية ضحلة بطول 5 أقدام (1.5 مترًا)، وحصل على تصنيف 4 من أصل 5 نجوم بواسطة لوح التزلج أستراليا.تم تصميم الوعاء بواسطة تشاد فوردوالتي بنتها شركة زالم.تستضيف الحديقة مسابقة وعاء راما الدولية للتزلج منذ عام 2004؛.

## منطقة تجارية

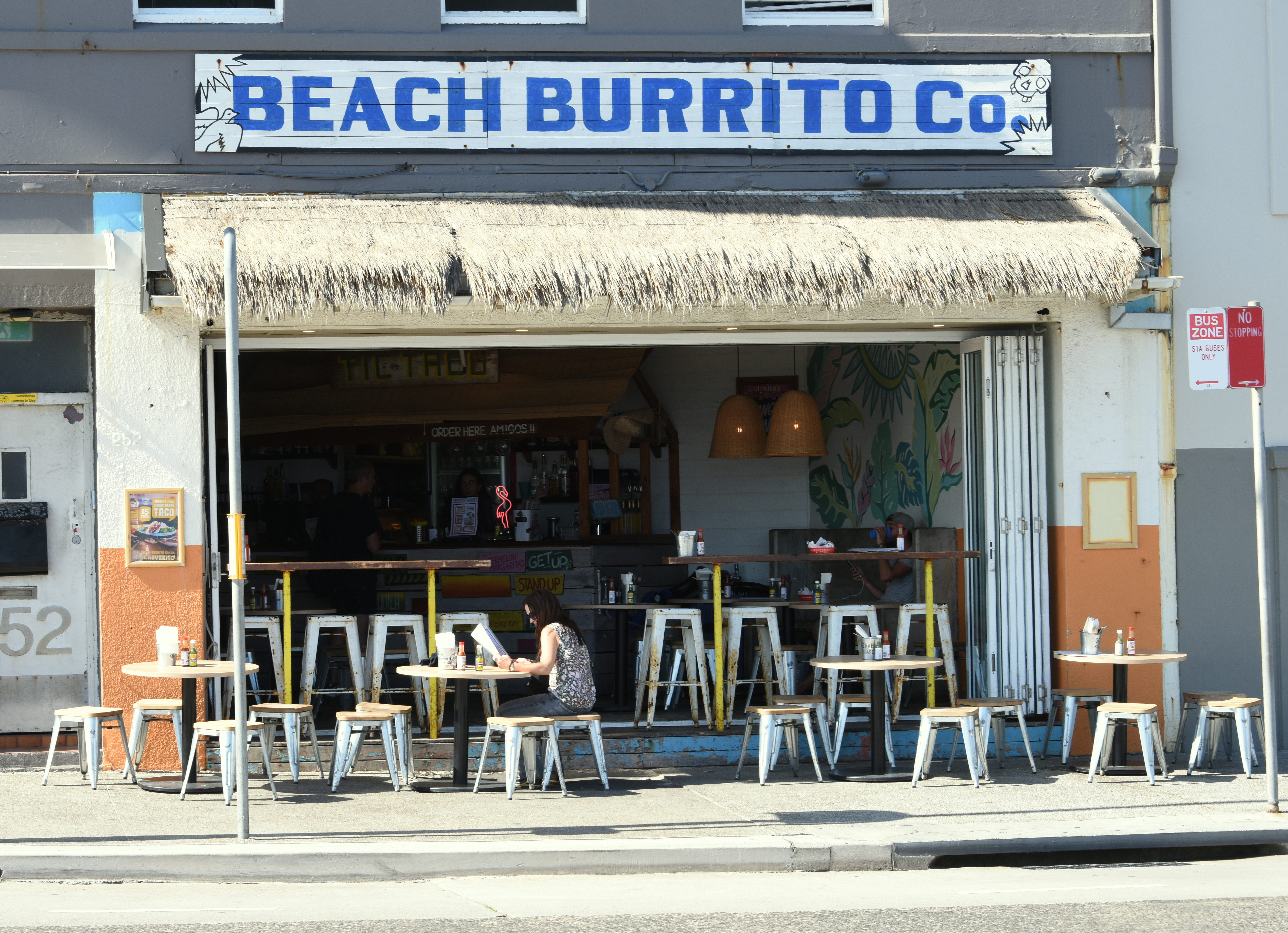
مقهى في شاطئ بوندي

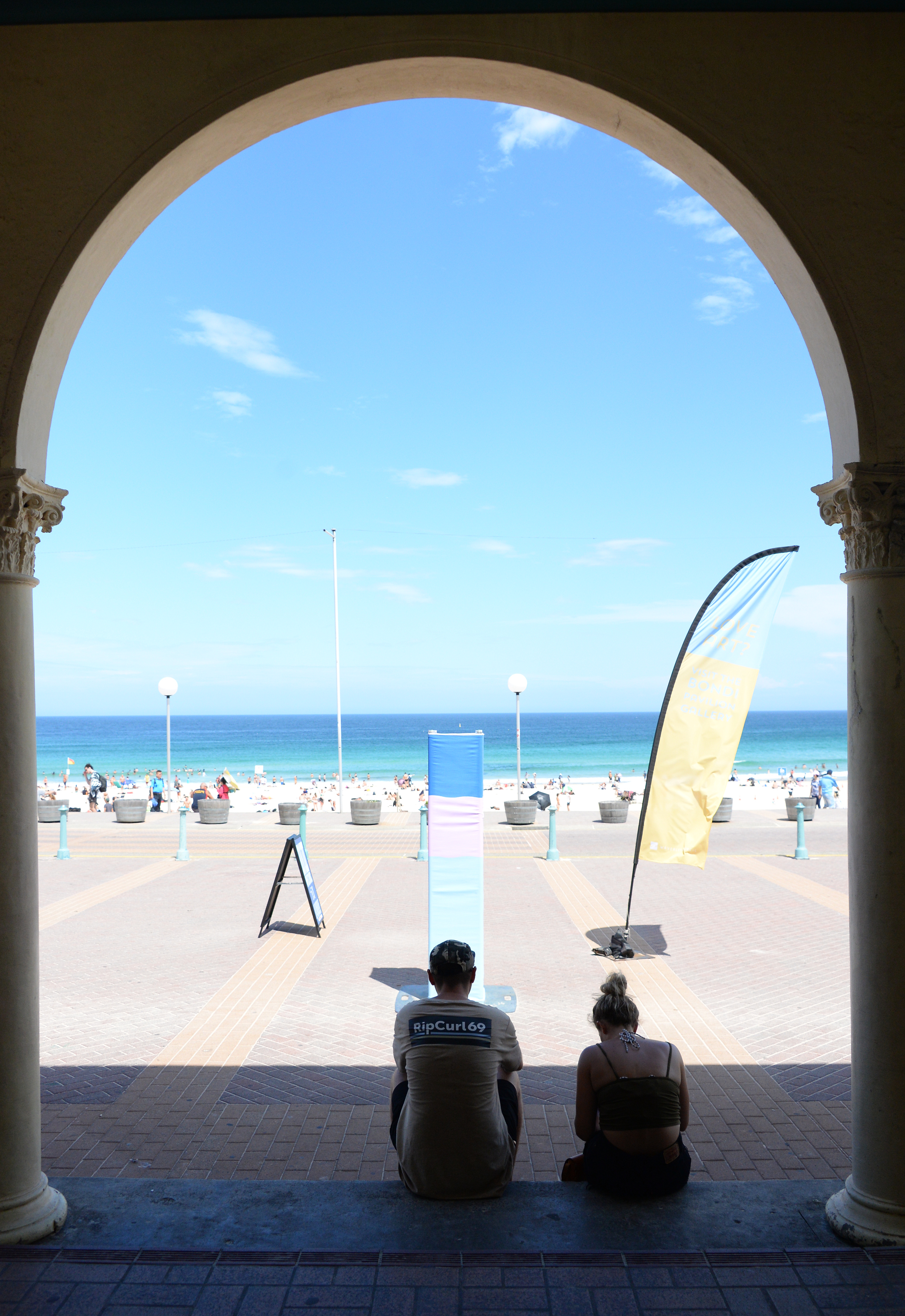
منظر من جناح بوندي

يضم شاطئ بوندي منطقة تجارية على طول كامبل باريد والشوارع الجانبية المجاورة، تضم العديد من المقاهي والمطاعم والفنادق الشعبية، مع إطلالات على الشاطئ.يعد شاطئ المحيط الهادئ بوندي مركزًا للتسوق يضم مترو وولورثس وفندق كيو تي و22 متجرًا. تم بناؤه على فندق فندق سويس جراند القديم.
يعد فندق بوندي أحد المعالم البارزة في كامبل باراد. تم بناؤه من عام 1915 إلى عشرينيات القرن الماضي وصممه إي ليندساي طومسون. فهو يجمع بين العناصر الإيطالية والاتحادية والكلاسيكية الحرة، وقد تم وصفه بأنه "مبنى تاريخي مهم في منظر مدينة شاطئ بوندي". لديها قائمة تراث الدولة.تم افتتاح فندق طريق الشاطئ في الأصل عام 1956 وكان يُعرف سابقًا باسم ريجيس وقبل ذلك ريكس، ويقع على زاوية شارع جلينير وطريق الشاطئ.
بوندي بافيليون هو مركز ثقافي مجتمعي يقع مباشرة على شاطئ بوندي، ويضم مسرحًا ومعرضًا وبروفة وقاعات اجتماعات وفعاليات وورشة عمل فنية واستوديوهات. يعد جناح بوندي مركزًا لعروض المهرجانات الكبرى على مدار العام. لديها قائمة تراث الدولة.

## الموقع
يعرف شاطئ بوندي باسم بوندي باي أيضاً؛ حيث يقع على بعد 7 كيلو متر باتجاه الشرق عن منطقة الأعمال المركزيّة في سيدني، وتعتبر هذه المنطقة من أكثر المواقع السياحيّة زيارةً في البلاد الأستراليّة، ويقسم الشاطئ إلى قسمين: الأول هو الطرف الشماليّ وهو الآمن للسباحة، أما الطرف الجنوبي يحتوي على سبعة تيارات؛ بسبب قربها من محطة الحافلات، وهو محجوز لركوب الأمواج، وتوجد على طوله أعلام حمراء وصفراء لتحديد مناطق السباحة الآمنة فيه، وقد تمّت إضافته إلى قائمة التراث الوطنيّ في أستراليا عام 2008م.